# Erythrosin
Erythrosin ist ein rosaroter Lebensmittelfarbstoff, chemisch das Di-Natriumsalz von 2,4,5,7-Tetraiodfluorescein. Die Verbindung kann sowohl in die Gruppe der Triphenylmethanfarbstoffe, als auch der Xanthenfarbstoffe eingeordnet werden.

## Darstellung
Erythrosin wird durch die Iodierung von Fluorescein synthetisiert.

## Eigenschaften
Erythrosin liegt in zwei tautomeren Formen vor. Zum einen in der chinoiden Form, in der eine offene Carbonsäure vorliegt und zum anderen in einer lactoiden Form, in der ein Spiro-Lacton gebildet wird.
Das Absorptionsmaximum von Erythrosin gelöst in Wasser beträgt 524 nm.
Erythrosin ist metabolisch stabil und wird als intaktes Molekül ausgeschieden. Einen Einfluss auf das proteingebundene und Gesamtjod im Serum hat es nicht.

## Verwendung

### Lebensmittelfarbstoff
In Deutschland wurde es durch die Farbstoff-Verordnung ab 1959 als Tetraiodfluorescein (Natrium- oder Kaliumsalz) für die Verwendung in Lebensmitteln zugelassen. Durch die Richtlinie 67/653/EWG wurde Erythrosin als Lebensmittelfarbstoff unter der die E-Nummer E 127 auf Europäischer Ebene zugelassen. Diese E-Nummer wurde 1968 durch Änderung der Farbstoff-Verordnung in bundesdeutsches Recht übernommen. Ab 1978 wurde die Verwendung in Deutschland durch die Zusatzstoff-Zulassungsverordnung geregelt. Durch die Verordnung (EG) Nr. 1333/2008, die am 20. Januar 2009 in Kraft trat, ist die Verwendung von Erythrosin als Lebensmittelzusatzstoff im ganzen EWR einheitlich geregelt.
Aktuell ist es nur für die Verwendung in Cocktailkirschen, kandierten Kirschen und Kaiserkirschen (Bigarreaux-Kirschen) mit einer Höchstmenge von 150 bis 200 mg/kg erlaubt. In die Liste der Lebensmittelzusatzstoffe des Codex Alimentarius ist es nicht aufgenommen und hat daher auch keine INS-Nummer.
Im Januar 2025 gab die amerikanische Behörde FDA (Food and Drug Administration) für die USA das Verbot des Einsatzes von Erythrosin (Red No. 3 genannt) in Lebensmitteln bekannt. Sie begründete es mit der Karzinogenität in männlichen Ratten und gab Lebensmittelherstellern eine Frist bis zum 15. Januar 2027, ihre Produkte umzustellen. Herstellern von Medikamenten und Ernährungsergänzungsmitteln wurde eine weitere Frist von einem zusätzlichen Jahr gewährt.

### Andere Anwendungen
Daneben wird Erythrosin in Kosmetika (häufig bei Lippenstiften), in Tiernahrung, zur Färbung von Ostereiern sowie als Arzneimittelzusatzstoff, z. B. in Alprazolam und bestimmten Methylphenidat-Präparaten eingesetzt.
Es wurde bereits 1990 für Lippenstifte in den USA durch die FDA verboten.
Erythrosin wird vereinzelt auch in Zahnbelag-Färbetabletten verwendet. Seide und Wolle lässt sich bläulichrot mit Erythrosin einfärben. Zudem wird es zum Anfärben von Papier verwendet.